# Anolis maculigula
El anolis de rueda (Anolis maculigula) es una especie de saurio de la familia Dactyloidae.

## Distribución
Es endémico de Colombia, se encuentra en los departamentos de Antioquia, Chocó y Risaralda.

## Etimología
El nombre de su especie, del latín mácula , "mancha" y gula , "garganta", se le dio en referencia a su garganta muy manchada

## Amenazas
Se encuentra amenazado por la perdida de hábitat.